# Gabón en los Juegos Olímpicos de Barcelona 1992
Gabón estuvo representado en los Juegos Olímpicos de Barcelona 1992 por cinco deportistas, cuatro hombres y una mujer, que compitieron en tres deportes.
El equipo olímpico gabonés no obtuvo ninguna medalla en estos Juegos.